# Rotbrustwaldrebhuhn
Das Rotbrustwaldrebhuhn (Arborophila mandellii), auch Rotbrust-Buschwachtel genannt, ist eine Art der Waldrebhühner (Arborophila) aus der Familie der Fasanenartigen (Phasianidae).

## Merkmale und Lebensweise
Das Rotbrustwaldrebhuhn hat wie andere Waldrebhühner eine rundliche bis ovale Körperform. Kopf, Nacken und Brust sind kastanienbraun gefärbt, was die Art vom Rotkehlwaldrebhuhn (Arborophila rufogularis) unterscheidet, wo diese Körperbereiche grau gefärbt sind. Die Kehle des Rotbrustwaldrebhuhns ist schwarz-weiß. Männchen und Weibchen sehen sich ähnlich.
Das Rotbrustwaldrebhuhn lebt bodenbewohnend im Unterholz immergrüner Wälder und in Bambuswäldern. Dabei ist es oft in der Nähe von Wasserläufen zu finden. Die Rufe der Vögel könne von Mitte März bis Juni gehört werden.

## Verbreitungsgebiet und Gefährdung
Das Verbreitungsgebiet des Rotbrustwaldrebhuhns liegt im Osten des Himalaya. Dort kommt die Art in Bhutan, Indien (Darjeeling, Sikkim, Arunachal Pradesh) und im Südosten Tibets auf Höhen zwischen 350 und 2500 Metern vor. Möglicherweise ist sie auch in Nepal zu finden. Das Rotbrustwaldrebhuhn kommt in mehreren Schutzgebieten vor, darunter in Indien im Singalila-Nationalpark (Westbengalen) und Namdapha-Nationalpark, sowie in Bhutan im Phrumsengla-Nationalpark und im Wildschutzgebiet Bumdeling.
Die International Union for Conservation of Nature (IUCN) stuft die Art als gefährdet („vulnerable“) ein. Ihr Bestand wird auf etwa 2500 bis 10.000 adulte Tiere geschätzt. Geeignete Lebensräume der Waldrebhühner gehen durch Abholzung und Fragmentierung von Wäldern im Norden Indiens zurück sowie besonders in Arunachal Pradesh und Sikkim durch den Bau von Wasserkraftprojekten. Zudem wird selbst in Schutzgebieten wie dem Singalila-Nationalpark gejagt und Fallen aufgestellt, die auch die Waldrebhühner bedrohen.

## Taxonomie
Die Art wurde 1874 von dem schottischen Ornithologen Allan Octavian Hume wissenschaftlich erstbeschrieben. Das Artepitheton mandelli geht zu Ehren von L. Mandelli, der ein Exemplar der Art zur Verfügung stellte.